# You Get What You Give
You Get What You Give è un singolo del gruppo musicale statunitense New Radicals, pubblicato il 20 aprile 1998 come primo estratto dall'unico album in studio Maybe You've Been Brainwashed Too.

## Descrizione
Il brano riscosse un enorme successo internazionale e fu il primo e più popolare singolo dell'album Maybe You've Been Brainwashed Too. Il singolo raggiunse la posizione numero 30 della Billboard Hot 100 Airplay nel gennaio 1999 e la numero 36 della Overall Hot 100. Andò ancora meglio nel Regno Unito, dove raggiunse la posizione numero 5.
La popolarità della canzone è stata dimostrata anche dal suo largo utilizzo nel cinema e nella televisione. You Get What You Give è apparsa infatti in I Flintstones in Viva Rock Vegas e Scooby Doo 2, Boog & Elliot a caccia di amici ed è stata usata anche nei titoli di coda di Cambia la tua vita con un click. Inoltre il brano fa parte della colonna sonora del film del 2007 Surf's Up - I re delle onde. È stata utilizzata nel ventiduesimo episodio Goodbye del telefilm statunitense Glee.
In Australia il brano è diventato particolarmente celebre per essere stato inserito nelle pubblicità televisive della Mitsubishi Motors. L'utilizzo del brano nelle pubblicità di una casa automobilistica ha suscitato, tuttavia, alcune perplessità per via di una parte del testo della canzone che recita "Every night we smash a Mercedes Benz" (in italiano "Ogni notte sfasciamo una Mercedes Benz"). In Italia, invece, il brano ha acquisito notorietà per essere stato utilizzato in uno spot dell'acqua minerale Ferrarelle.
È il brano che il gruppo ha suonato dal vivo per la reunion del 2021 in occasione della cerimonia di insediamento del Presidente degli Stati Uniti Joe Biden. La canzone era stata utilizzata dallo stesso Biden nel corso della sua campagna elettorale.

## Controversie
Molta dell'attenzione mediatica rivolta a You Get What You Give faceva riferimento a questa parte del testo:
Secondo Alexander questa parte del testo rappresentava una prova per vedere se i media avrebbero focalizzato la propria attenzione sui primi versi del brano relativi a delicati argomenti politici o su quei riferimenti ad alcune celebrità. Come previsto, la stampa musicale ha parlato prevalentemente dei riferimenti alle celebrità.
Marilyn Manson commentò di non essere arrabbiato perché lui (Alexander) aveva detto di prenderlo a calci nel sedere, ma per essere stato nominato nella stessa frase in cui veniva nominata anche Courtney Love, e che gli avrebbe spaccato la testa non appena l'avesse visto ("not mad he said he'd kick my ass, I just don't want to be used in the same sentence as Courtney Love.... I'll crack his [Alexander's] skull open if I see him"). Beck dichiarò che Alexander si era personalmente scusato della frase, in una occasione in cui si erano incontrati al supermercato, dicendogli che non c'era nulla di personale. Recentemente Alexander ha collaborato con gli Hanson, che lo hanno descritto come "un po' un personaggio, ma un ragazzo in gamba" ("a bit of a character, but a cool guy").

## Tracce
1. You Get What You Give (edit) – 4:42
2. To Think I Thought – 2:47
3. Maybe You've Been Brainwashed Too – 5:42
4. You Get What You Give (album) – 5:02

## Classifiche
| Classifica (1998-99) | Posizione |
| -------------------- | --------- |
| Australia            | 13        |
| Austria              | 33        |
| Belgio (Fiandre)     | 42        |
| Belgio (Vallonia)    | 36        |
| Canada               | 1         |
| Francia              | 57        |
| Germania             | 21        |
| Islanda              | 29        |
| Irlanda              | 4         |
| Italia               | 14        |
| Lettonia             | 6         |
| Norvegia             | 15        |
| Nuova Zelanda        | 1         |
| Paesi Bassi          | 22        |
| Regno Unito          | 5         |
| Spagna               | 6         |
| Stati Uniti          | 36        |
| Svezia               | 27        |
| Svizzera             | 18        |